# 湯沢峠
湯沢峠（ゆざわとうげ）は、群馬県利根郡片品村と栃木県日光市との境にある峠である。

## 概要
- 標高は約1,970mである。
- 整備状況は登山道程度。

## 周辺
- 丸沼
- 菅沼
- 丸沼温泉